# تيتليس
تيتليس (بالإنجليزية: Titlis)‏ هو أحد جبال سلسلة جبال الألب أوري ويقع في كانتون برن/كانتون أوبفالدن في سويسرا. يحتل المرتبة رقم 119 في قائمة جبال سويسرا من حيث الارتفاع، إذ يبلغ ارتفاعه حوالي 3238 متر، بينما يبلغ ارتفاع نتوء الجبل 974 متر، هذا وقد سجل أول وصول لقمة الجبل عام 1739.

## معرض صور

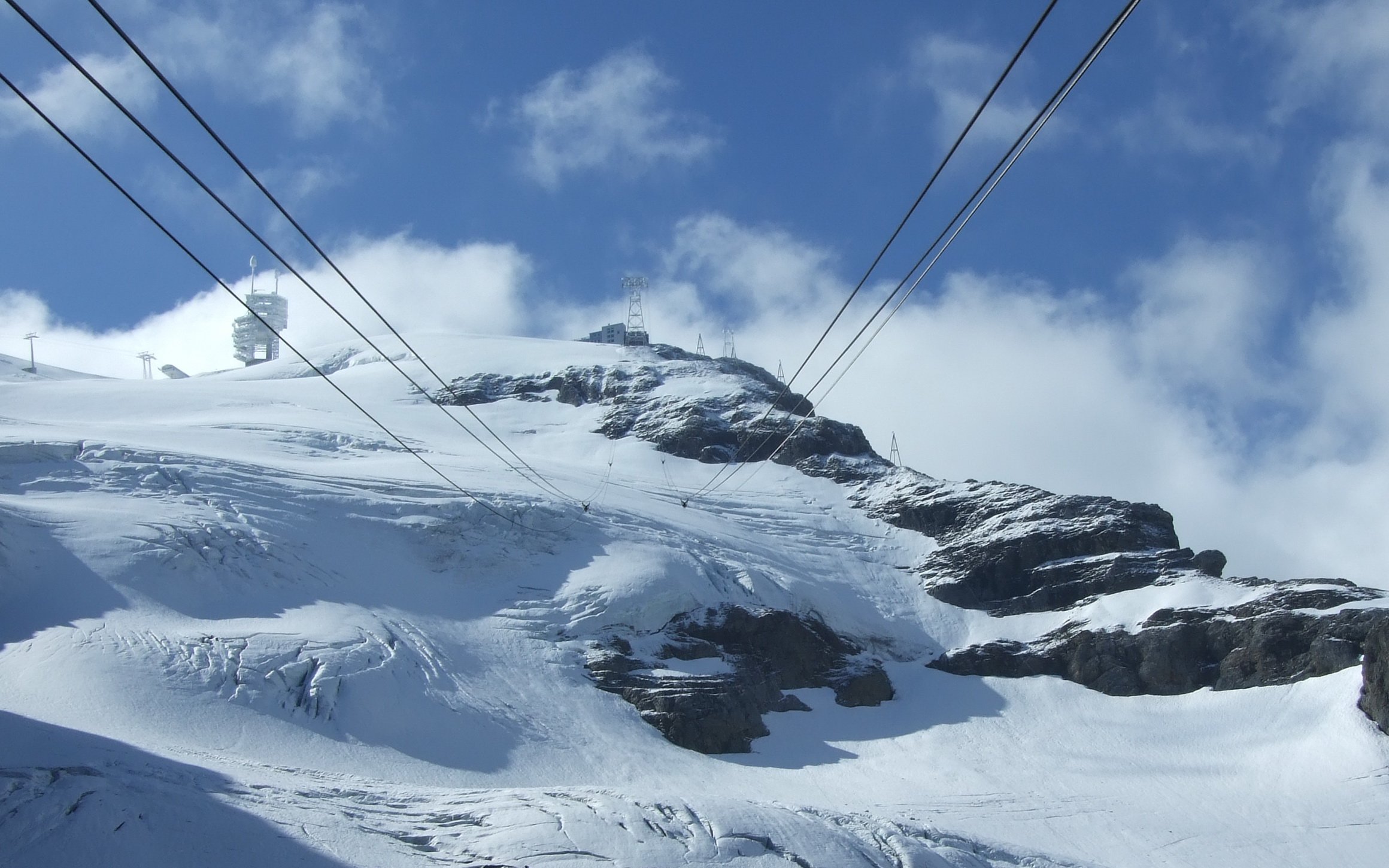
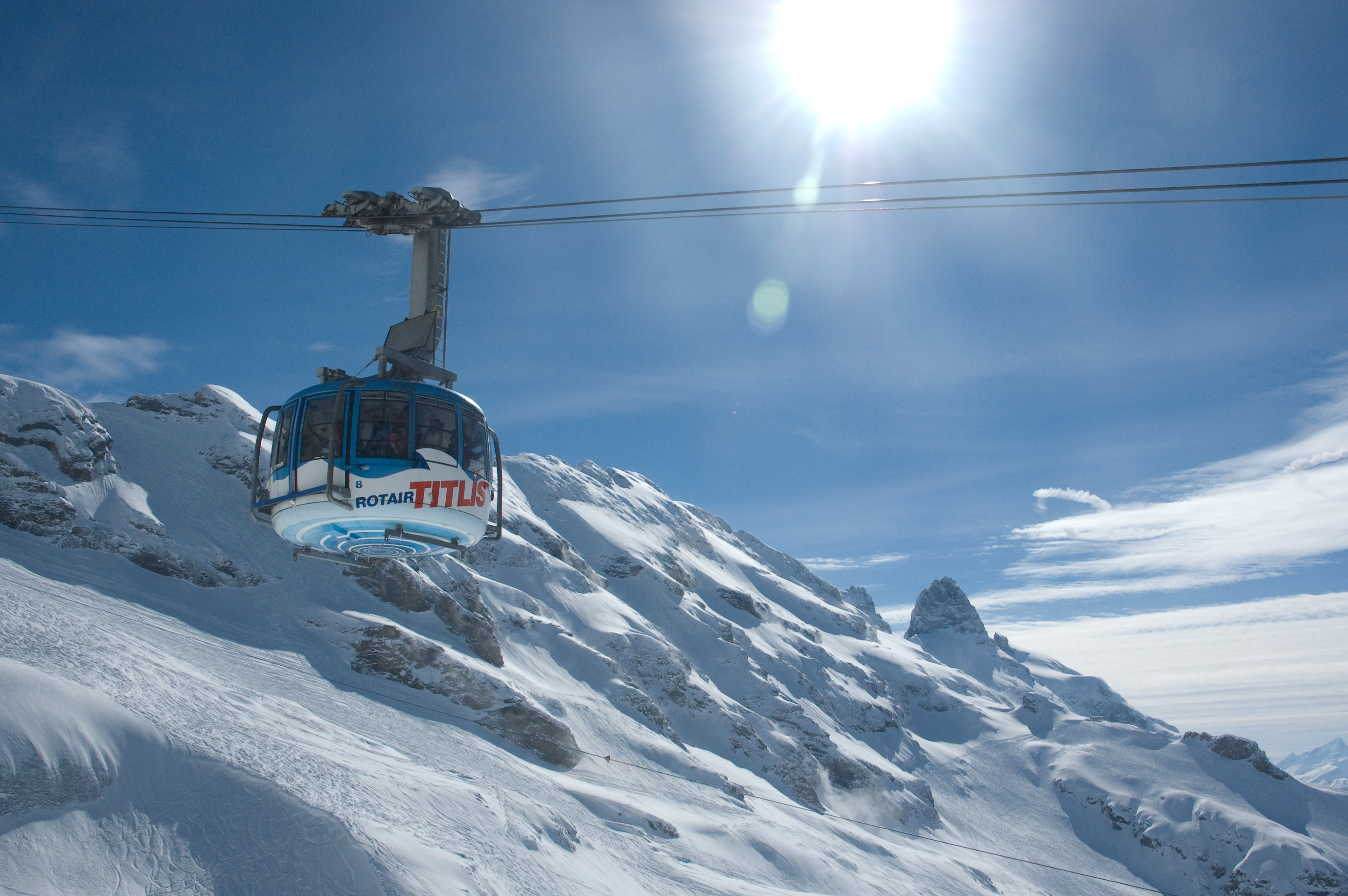
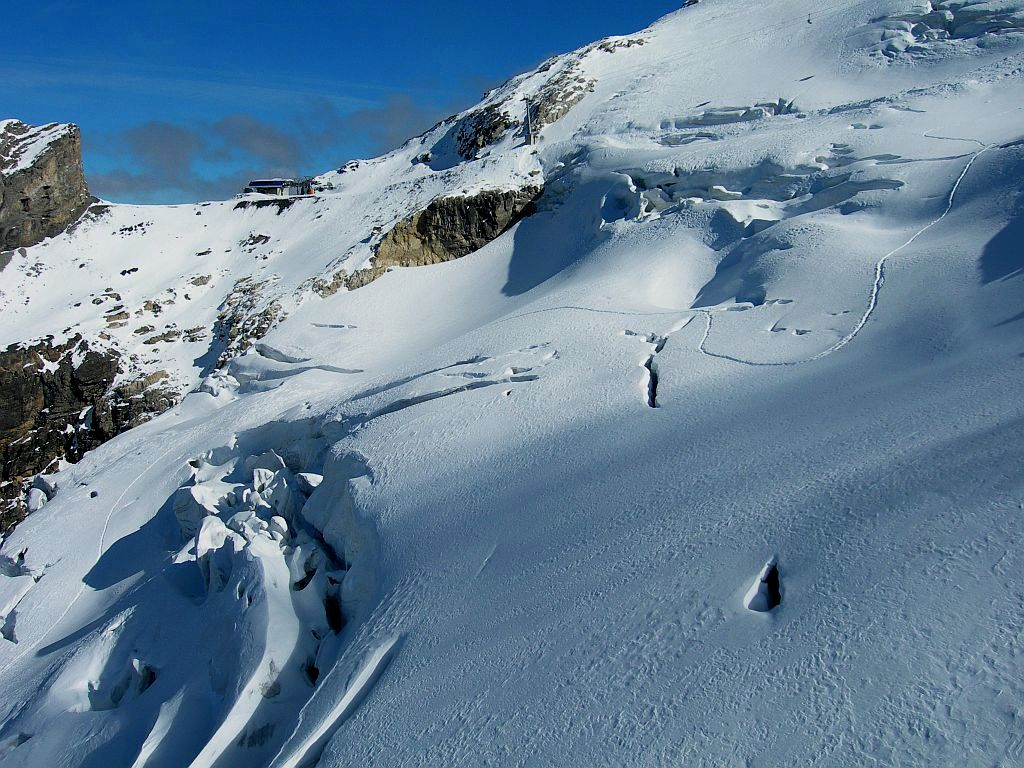